# Alojzije Stepinac
Alôisiô Stepinac (tiếng Anh:Aloysius Stepinac; 1898 - 1960) là một Hồng y người Croatia và là Chân phước của Giáo hội Công giáo Rôma. Ông từng đảm nhận vai trò Tổng giám mục Tổng giáo phận Zagreb từ năm 1937 đến năm 1960. Trước đó, ông từng đảm nhận chức Tổng giám mục phó Zagreb từ năm 1934 đến năm 1937.

## Tu tập và thời linh mục
Alojzije Stepinac sinh ngày 8 tháng 5 năm 1898 tại xã Krasic, Croatia. Sau quá trình tu học dài hạn tại các chủng viện Công giáo, ông được truyền chức linh mục ngày 26 tháng 10 năm 1930, là linh mục thuộc Tổng giáo phận Zagreb. Nghi thức truyền chức được cử hành bởi Tổng giám mục Giuseppe Palica, Đại diện Giáo đô Rôma. Một năm sau khi trở thành linh mục, ông được bổ nhiệm làm trưởng ban nghi lễ Phụng Vụ của tổng giáo phận Zagreb và thành lập Caritas của tổng giáo phận này.

## Tổng giám mục phó và kế vị Tổng giám mục
Chưa đầy bốn năm làm linh mục, ngày 28 tháng 5 năm 1934, Tòa Thánh công bố bổ nhiệm linh mục trẻ Alojzije Stepinac làm Tổng giám mục phó Tổng giáo phận Zagreb, danh nghĩa Tổng giám mục Hiệu tòa Nicopsis. Lễ tấn phong cho vị tân giám mục được cử hành sau đó vào ngày 24 tháng 6 cùng năm, với phần nghi thức truyền chức giám mục được cử hành bởi vị chủ phong Anton Bauer, Tổng giám mục Zagreb và hai vị phụ phong gồm Ivan Šarić, Tổng giám mục Tổng giáo phận Vrhbosna (Sarajevo) và giám mục Quirinus Clement Bonefacic, giám mục chính tòa giáo phận Split-Makarska (Spalato-Macarska). Tân giám mục chọn cho mình khẩu hiệu:IN TE DOMINE SPERAVI.
Ba năm rưỡi sau khi trở thành Tổng giám mục phó, Tổng giám mục Stepinac kế vị chức Tổng giám mục chính tòa khi Tổng giám mục Bauer qua đời vào ngày 7 tháng 12 năm 1937. Ông có lòng sùng kính bà Maria và từng nhiều lần đi bộ 35 km từ Zagreb đến hành hương tại Đền thánh Marija Bistrica.
Tháng 4 năm 1941, Đức Quốc Xã xâm lược Nam Tư và tách Croatia thành một quốc gia độc lập khỏi Nam Tư, trở về trạng thái trước tháng 12 năm 1918. Là một người dân Croatia, ông hoan nghênh động thái này. Tuy vậy, về sau ông liên tục lên án tội ác của Đức Quốc Xã đối với người Do Thái và người Serbia. Tổng giám mục Stepinac được viện Yad Vashem của Do Thái vinh danh danh hiệu Người Công Chính Giữa Các Dân Nước vì tích cực hỗ trợ người Do Thái và những người khác trốn thoát khỏi tay Đức Quốc Xã. Năm 1943, Alojzije Stepinac lên án tội ác của chính quyền bù nhìn tại trước Vương cung Thánh đường Zagreb.
Sau chiến tranh thế giới thứ hai, Đảng Cộng sản Nam Tư do Josip Broz Tito lãnh đạo lên nắm quyền và tái sáp nhập Croatia vào Cộng hòa Liên bang Xã hội chủ nghĩa Nam Tư như trước chiến tranh. Stepinac lên án hành động này và các hành vi tàn ác của chính quyền mới, đặc biệt là chiến dịch thủ tiêu các linh mục Công giáo.
Alojzije Stepinac bị chính quyền Nam Tư bắt ngày 18 tháng 9 năm 1946 và bị đưa ra tòa một tháng sau đó vào ngày 30 tháng 9 năm 1946. Ông bị cáo buộc tội phản quốc và cải đạo những người Chính Thống giáo mà ông cứu thoát trong chiến tranh thế giới thứ hai. Ngày 11 tháng 10 năm 1946, Alojzije Stepinac bị án 16 năm tù và giam giữ tại Lepoglava.

## Thăng Hồng y
Trong Công nghị Hồng y ngày 12 tháng 1 năm 1953, ông được vinh thăng tước vị Hồng y. Dưới áp lực quốc tế, Hồng y Stepinac bị quản thúc sau khi tha khỏi tù kể từ ngày 5 tháng 2 năm 1951 cho đến khi qua đời. Lý do của việc này là ông không đồng ý tự thiết lập một Giáo hội Công giáo Quốc gia tách khỏi sự hiệp thông với Giáo hội Công giáo Rôma như Josip Broz Tito mong muốn. Những năm quản thúc này, Hồng y Stepinac không được rời khỏi xã và luôn bị công an theo dõi. Vì cho rằng mình bị xúc phạm bởi thái độ vô nhân đạo của công an, Hồng y Stepinac từ chối rời khỏi hai phòng nhỏ của nhà xứ nơi ông chịu quản thúc. Chính vì sự quản thúc trên, không một người nào tự do đi lại trong địa bàn xã Krasic, người dân tại đây ví xã là Một Vatican nhỏ bé. Sau khi được đưa đi quản thúc vì sức khỏe kém, giám mục Stepinac được Thống chế Tito cho ra nước ngoài chữa bệnh nhưng ông từ chối vì ông cho rằng nếu ông chấp nhận đề nghị này thì không bao giờ có thể trở lại quê hương.
Trong thời gian quản thúc, Hồng y Stepinac được cho phép tổ chức thánh lễ trong nhà thờ giáo xứ, giảng lễ và cử hành nghi thức Bí tích Hòa Giải, nhưng chỉ cho các đối tượng là người Công giáo trong xã. Ông bị cấm tiếp xúc với bên ngoài và người ngoài xã bị cấm tiếp xúc với ông. Tại nơi quản thúc, Alojzije Stepinac viết và trả lời hàng ngàn lá thư từ mọi người gửi đến cho ông. Việc này được nhận định đã hỗ trợ nhiều người Công giáo trong thời kỳ khó khăn.
Alojzije Stepinac qua đời ngày 10 tháng 2 năm 1960, thọ 62 tuổi. Bên phải bàn thờ Nhà thờ giáo xứ nơi cố hồng y bị quản thúc có một ngôi mộ được chuẩn bị sẵn. Tuy vậy, sau khi ông qua đời, chính quyền cho phép an táng cố Hồng y tại Nhà thờ chính tòa, việc này một việc lạ vì theo luật, tù nhân buộc phải chôn cất tại nơi qua đời. Lý do của việc này là vì chính quyền không muốn biến xã Krasic hành một địa điểm hành hương Công giáo thứ hai tại Nam Tư và việc cho phép chôn cất tại nhà thờ chính tòa do chính Josip Broz Tito ra lệnh.

## Tiến trình tôn phong Hiển Thánh
Alojzije Stepinac được tôn phong chân phước của Giáo hội Công giáo Rôma vào ngày 3 tháng 10 năm 1998 bởi Giáo hoàng Gioan Phaolô II tại Đền Thánh Đức Mẹ Marija Bistrica, Croatia. Ngày 7 tháng 4 năm 2016, Thủ tướng Croatia có cuộc tiếp kiến với giáo hoàng Phanxicô và bàn luận về tiến trình tuyên thánh cho cố Hồng y Stepinac. Có những lo ngại về việc trì hoãn tuyên thánh cho cố Hồng y vì giáo hoàng đã đồng ý thành lập ủy ban chung của Công giáo và Chính thống Serbia, để điều tra các khiếu nại cũng như các cáo buộc rằng cố hồng y cưỡng bức cải đạo những người Chính Thống giáo.